# 미코토촌
미코토촌(美古登村)은 일본 히로시마현 히바군에 있던 촌이다. 현재의 쇼바라시의 일부에 해당한다.

## 역사
- 1889년 4월 1일 - 정촌제 시행에 의해 누카군 미코토촌이 발족하였다.
- 1898년 10월 1일 - 군의 통합에 의해 히바군에 소속되었다.
- 1942년 2월 11일 - 사이조정과 합병해, 새로운 사이조정이 발족, 동일 미코토촌은 폐지되었다.

## 참고문헌
- 日野篤信 編『比婆郡誌』（復刻版）広島県比婆郡役所、1972年8月（原著1912年11月10日）。
- 総理府 編「あの町この村（広島県・西城町）」『時の動き』第498号、大蔵省印刷局、30–33頁、1976年4月15日。